# Mandy Poitras
Mandy Poitras (ur. 4 sierpnia 1971 w Montrealu) – kanadyjska kolarka torowa, srebrna medalistka mistrzostw świata.

## Kariera
Największy sukces Mandy Poitras osiągnęła podczas mistrzostw świata w Melbourne w 2004 roku, gdzie wywalczyła srebrny medal w scratchu - wyprzedziła ją jedynie Kubanka Yoanka González. Drugie miejsce w tej konkurencji Kanadyjka zajęła także na rozgrywanych w 2005 roku panamerykańskich mistrzostwach w kolarstwie w Mar del Plata, tam wyprzedziła ją kolejna reprezentantka Kuby, Yumari González. Ponadto Poitras wygrała zawody Pucharu Świata w Meksyku w 1999 roku. Nigdy nie startowała na igrzyskach olimpijskich.